# UTC+0:30
UTC+0:30 was de tijdzone voor:
- Sandringhamtijd op het Sandringham House van de tijd van Eduard VII tot 1936 toen Eduard VIII het weer afschafte. Eduard VII liet destijds alle klokken in Sandringham House een half uur vooruit zetten om een half uur langer te kunnen jagen op zijn landgoed.
- Zwitserland, tot in 1894 overgegaan werd op Midden-Europese Tijd.